# Östergötlands runinskrifter 95
Runinskrift Ög 95 är en nu försvunnen runsten som påträffades 1865 i en bäck på Bosgårds ägor cirka hundra famnar från den då rivna Harstads kyrka i Harstads socken, Mjölby kommun och Göstrings härad i Östergötland.
Stenen blev sönderslagen i bitar av gårdens folk och användes i grunden till ett nytt hus på gården åt riksdagsmannen Gustaf Pettersson. På stenen lär ha funnits ett kristet kors.
Stenen har ännu inte påträffats, men enligt Nordenskjöld ska den ligga nånstans i eller under huvudbyggnaden.
Inom samma område på Harstads ödekyrkogård där gamla kyrkan tidigare stått finns två bevarade runstenar, nämligen Ög 94 och Ög Fv 1975;174.

## Inskriften
Translitterering av runraden:
[...uk × þan × b...]
Normalisering till runsvenska:
... þann ...
Översättning till nusvenska:
...